# Hysterocrates haasi
Hysterocrates haasi é uma espécie de aranha pertencente à família Theraphosidae (tarântulas).